# Contea di Wuhe
La contea di Wuhe (五河县S, Wǔhé XiànP) è una contea della Cina, situata nella provincia dell'Anhui.